# Pau Font Rocamora
Pau Font Rocamora (Reus, últim terç del segle xviii - segle XIX) va ser un comerciant i hisendat català que va ser alcalde de Reus.
Va formar part del primer ajuntament reusenc constituït per l'abril de 1820 a l'inici del Trienni liberal, quan ocupava l'alcaldia Marià Fonts Ciurana, en un consistori que responia al caràcter moderat dels liberals del moment, i on hi figuraven quatre hisendats, set comerciants i dos metges, entre els quals Jaume Ardèvol. El 1822 era tinent de la Milícia Nacional reusenca, i va participar en diversos combats contra els absolutistes que van tenir lloc al Camp de Tarragona. El 1823, en les eleccions municipals, va tornar a ser regidor a l'ajuntament, un consistori progressista decidit a fer front als gravíssims esdeveniments del moment. La caiguda de la Seu d'Urgell en mans absolutistes i els combats amb les partides reialistes cada vegada més freqüents, van fer canviar l'actitud moderada del consistori reusenc per una actuació més extremada. Encara que el 23 d'agost de 1823 la Milícia va fer una sortida cap a Tarragona per defensar aquella plaça davant l'imminent atac d'una divisió francesa, van ser derrotats per l'exèrcit destacat a Catalunya dels Cent Mil Fills de Sant Lluís. Pau Font, tinent de la Milícia, es va poder retirar ferit, encara que va participar en la segona defensa de Tarragona pel novembre de 1823.
L'agost de 1835 Pau Font va formar part d'una "Junta municipal governativa" per controlar la situació després de la crema dels convents, que actuava coordinada amb l'ajuntament però tenia poder executiu en els temes militars. Pel gener de 1836 va accedir a l'alcaldia Francesc Mercader, un liberal del Trienni, després de la dimissió de Josep Maria Montemayor, que va seguir com a capità de les Milícies. Però el 1837 Pau Font arribava a l'alcaldia, a través d'unes eleccions que van premiar al sector progressista dels liberals. Font va ser recolzat per Baltasar de Toda, comandant de la Milícia i cap de la facció més moderada d'aquest cos, però que veia que Font no era tan abrandat com Mercader. Durant el seu mandat, el 1837, es va produir el Combat de Morell i Vilallonga, on van morir 130 milicians reusencs, un enfrontament dins del marc de la Primera Guerra Carlina. Els carlins, a més de la matança. van fer diversos presoners, entre altres l'anterior alcalde Francesc Mercader, comandant, que van ser alliberats mitjançant un rescat que pagà l'ajuntament. Antoni Pons Anguera, un menestral reusenc que va escriure un interessant dietari sobre el període, explica que pel mes de juny es van construir muralles noves per tancar la vila, una obra que va costar 15.000 duros. A més es va fortificar la plaça del Quarter "por resguardo de los ricos y a los pobres les quedaba el resto del pueblo". Però pel mes d'octubre de 1838, Pau Font va ser destituït del càrrec pel Baró de Meer, llavors Capità General de Catalunya, que va perseguir els liberals progressistes, i va ser nomenat alcalde Salvador de Brocà, descendent de l'antiga noblesa reusenca. Quan Meer va ser destituït i va ser nomenat Capità General Jerónimo Valdés de Noriega, aquest tendí a normalitzar la vida pública. Pau Font va ser restituït a l'alcaldia. Tenia com a regidors Pere Mata i Ripollès, pare del metge Pere Mata, Marcel·lí Vallduví, ric comerciant i membre de la Tertúlia Patriòtica durant el Trienni liberal, el lletrat Joaquim Grau, Francesc Subirà, militar i un dels herois del Combat de Morell i Vilallonga, Josep Lletget, més tard alcalde de Reus i president de l'Ateneo Libre de Barcelona, el metge Tomàs Sol i Macià Vila, industrial igualadí que havia acabat d'arribar a Reus. Pau Font va ser poc temps alcalde, ja que unes noves eleccions van donar l'alcaldia a l'empresari Pere Sardà i Cailà, també d'ideologia progressista.
Quan era alcalde, Pau Font, condicionat per la guerra carlina, va fer reforçar les muralles de la ciutat, excavar fosses defensives i aixecar unes fortificacions avançades a Mascalbó, el Molí de Monterols i l'ermita de Santa Anna a Castellvell del Camp. Davant la situació precària de la hisenda municipal i de les despeses que ocasionava la Milícia, que era pagada per l'ajuntament, el 25 de març de 1838 l'alcalde va convocar un ple on hi assistiren, a més dels regidors, els caps de la Milícia, els prohoms dels gremis i els delegats dels oficis no agremiats, i Pau Font va explicar que la milícia provocava un dèficit anual de 45.600 rals, bona part d'ells pel manteniment dels cavalls. Va proposar la supressió de la cavalleria, i tothom hi va estar d'acord. Es van cedir els cavalls a la Diputació, que feia vigilància als camins de la comarca.